# Flyer F600 NG
Die Flyer F600 NG ist ein Ultraleichtflugzeug des brasilianischen Herstellers Flyer Industria Aeronáutica Ltda.

## Konstruktion und Geschichte
Der Flyer F600 NG ist eine moderne Weiterentwicklung des vom US-Amerikaner Homer Kolb in den 1970er Jahren, dem Beginn der Ultralightfliegerei, entwickelten Kolb Flyer, sowie dem daraus hervorgegangenen, vom Unternehmen in rund 750 Exemplaren gebauten, Flyer GT. Die Maschine ist als abgestrebter Schulterdecker mit konventionellem Leitwerk ausgelegt und verfügt über ein festes Bugradfahrwerk. Angetrieben wird sie von einem Rotax-912-ULS-Boxermotor mit 74 kW. Die Kabine mit zwei nebeneinander befindlichen Sitzen, kann durch seitliche Türen betreten werden.

## Technische Daten
| Kenngröße             | Daten                                  |
| --------------------- | -------------------------------------- |
| Besatzung             | 1                                      |
| Passagiere            | 1                                      |
| Länge                 | 6,3 m                                  |
| Spannweite            | 9,75 m                                 |
| Höhe                  | 2,5 m                                  |
| Flügelfläche          | 10,8 m²                                |
| Leermasse             | 350 kg                                 |
| max. Startmasse       | 600 kg                                 |
| Reisegeschwindigkeit  | 212 km/h                               |
| Höchstgeschwindigkeit | 222 km/h                               |
| Dienstgipfelhöhe      | 3500 m                                 |
| Reichweite            | 1110 km                                |
| Triebwerke            | 1 × Rotax-912-ULS-Boxermotor mit 74 kW |